# Blaesoxipha savoryi
Blaesoxipha savoryi är en tvåvingeart som först beskrevs av Parker 1920.  Blaesoxipha savoryi ingår i släktet Blaesoxipha och familjen köttflugor. Inga underarter finns listade i Catalogue of Life.